# Tusta Wefring
Tusta Wefring (døbenavn Inger Johanne; født 26. maj 1925, død 2. november 2014) var en norsk-dansk tekstilkunstner.
Hun var datter af den norske billedkunstner Gunnar Wefring og Signe Ivarsdotter Mortensson Egnund (1898–1977), og voksede op på Stabekk i Bærum.
Wefring studerede stoftryk på Kunsthåndværkerskolen i København. I 1960'erne havde hun succes med sine malede rygsække, kjoler, jakker og busseronner og havde en række udstillinger i 1950'erne til 1970'erne, deriblandt i London og på Metropolitan Museum i New York. Hun fik udsmykningsopgaver i rådhuserne i Birkerød, Hillerød og Haderslev, i Hvidovre Hospital og i flere af Danske Banks afdelinger.
Tusta Wefring var gift med rektor Steen Bjarnhof fra 1949, og med den danske sølvsmed og billedhugger Søren Georg Jensen (1917-1982) fra 1956 til 1973.

## Udgivelser
- Eigil Hinrichsen, Tusta Wefring, Galerie Långvinkeln: Inför en ny konstsalong